# استان اوگوئه-ماریتایم
استان اوگوئه-ماریتایم (به لاتین: Ogooué-Maritime Province) یک منطقهٔ مسکونی در گابن است که در گابن واقع شده‌است. استان اوگوئه-مارتینتایم ۲۲٬۸۹۰ کیلومتر مربع مساحت و ۱۵۷٬۵۶۲ نفر جمعیت دارد.